# Gépébus Oréos 2X
De Gépébus Oréos 2X is een midibustype van de Franse busfabrikant PVI. Het is een elektrische bus en is onderdeel van een busscala genaamd Gépébus Oréos. De bus heeft een actieradius van 120 km, een maximumsnelheid van 70 km/h en kan maximaal 22 personen vervoeren.

## Inzet
Dit bustype komt vooral voor in Frankrijk.
| Land      | Bedrijf                     | Aantal | Series  | Inzet                                         | Opmerking |
| --------- | --------------------------- | ------ | ------- | --------------------------------------------- | --------- |
| Frankrijk | Keolis Orléans Val de Loire | 8      | 101-108 | Orléans                                       |           |
| Frankrijk | RATP                        | 6      | 801-806 | Parijs (lijn 518 Traverse Batignolles-Bichat) |           |

## Verwante bustypen
- Gépébus Oréos 4X